# Licuala spinosa
Licuala spinosa là loài thực vật có hoa thuộc họ Arecaceae. Loài này được Wurmb mô tả khoa học đầu tiên năm 1780.

## Hình ảnh

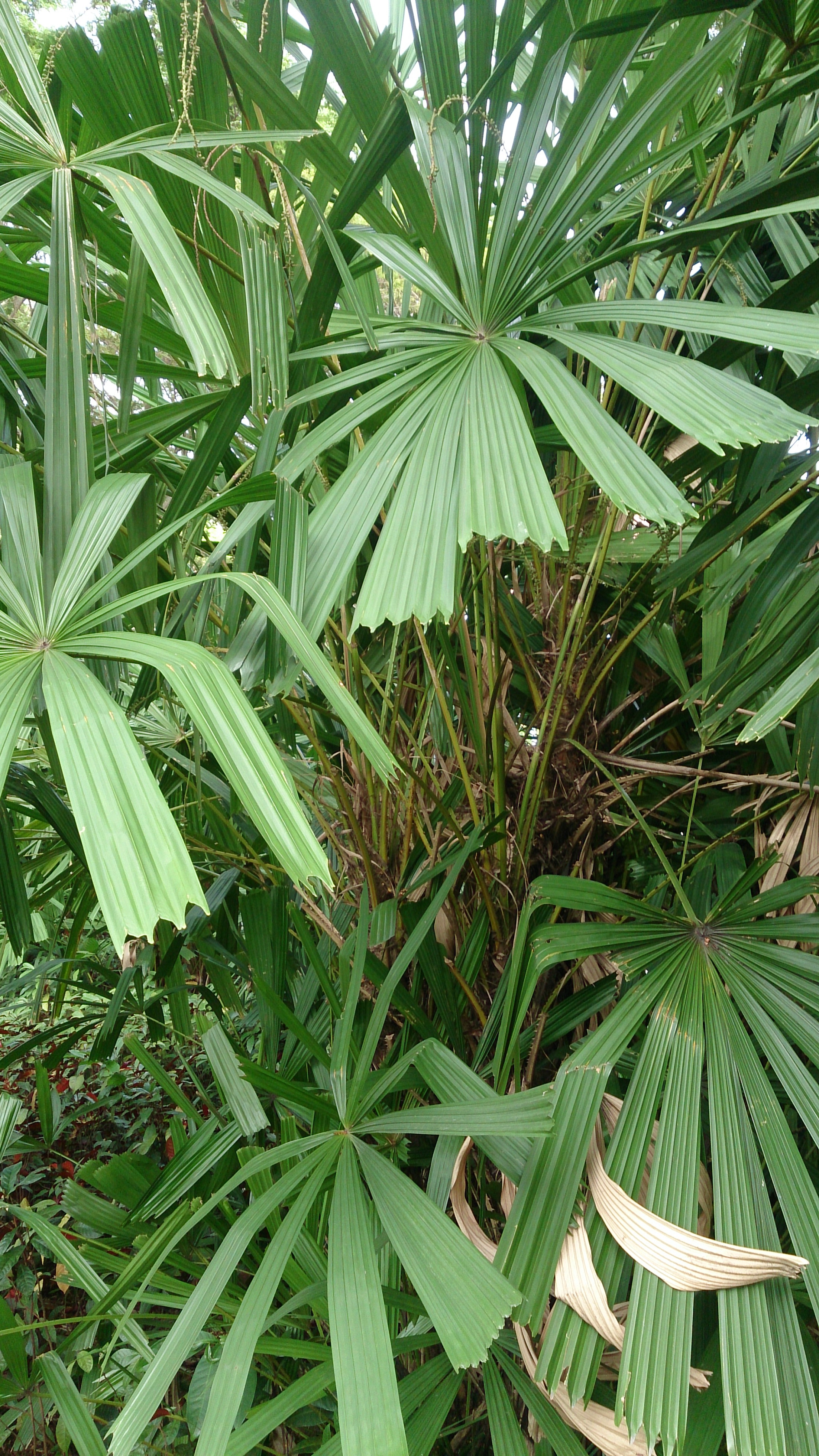
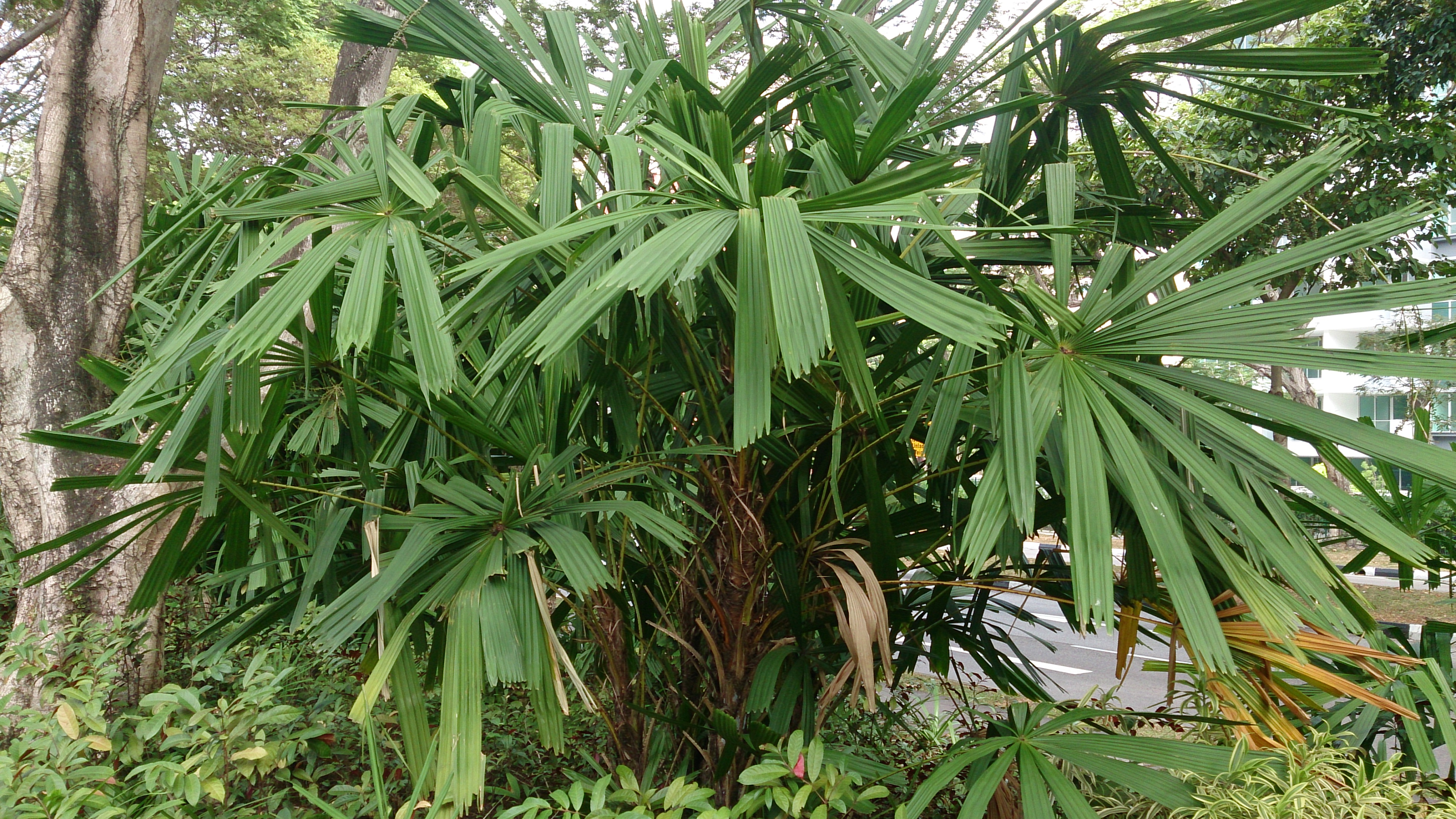
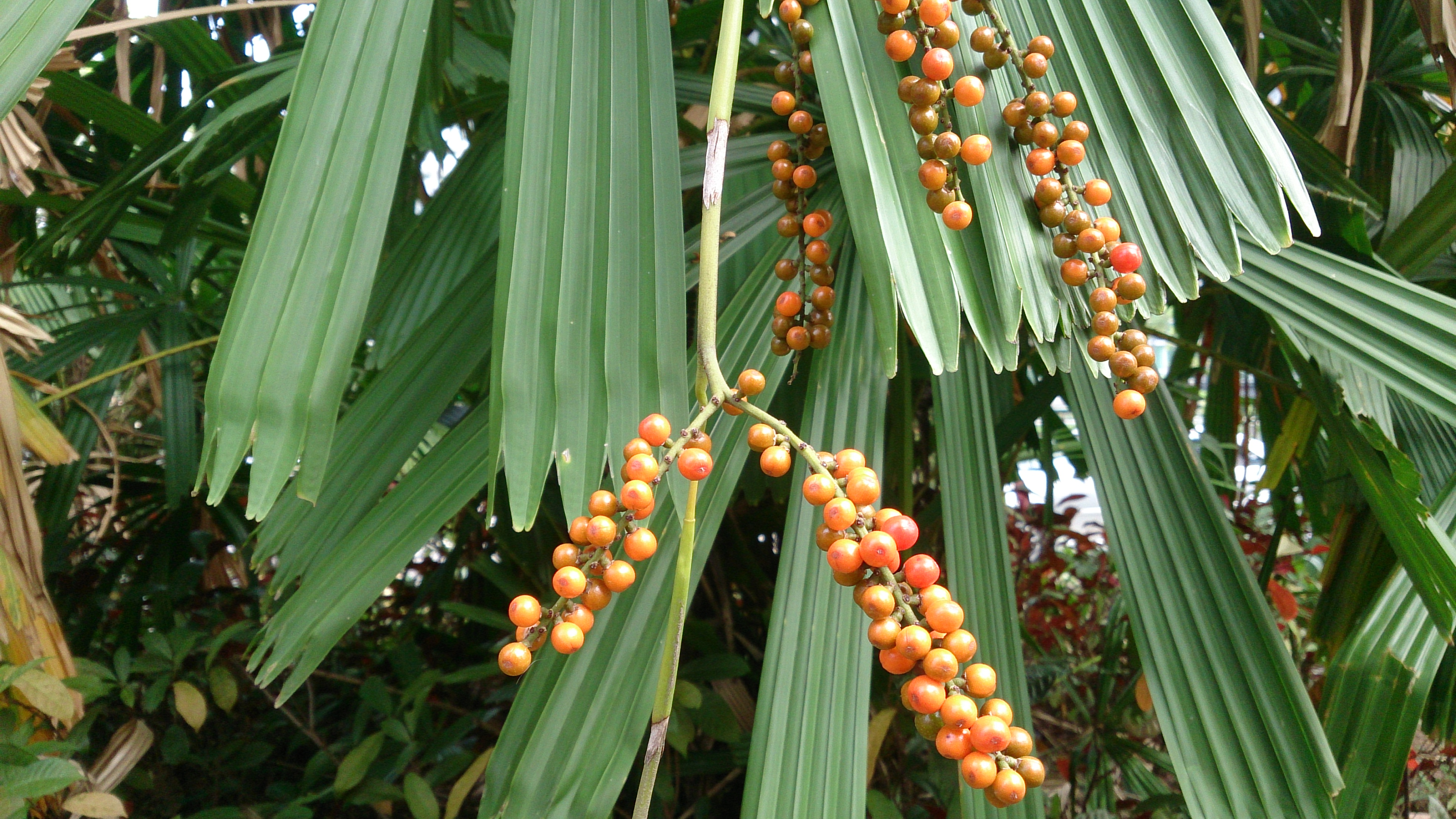
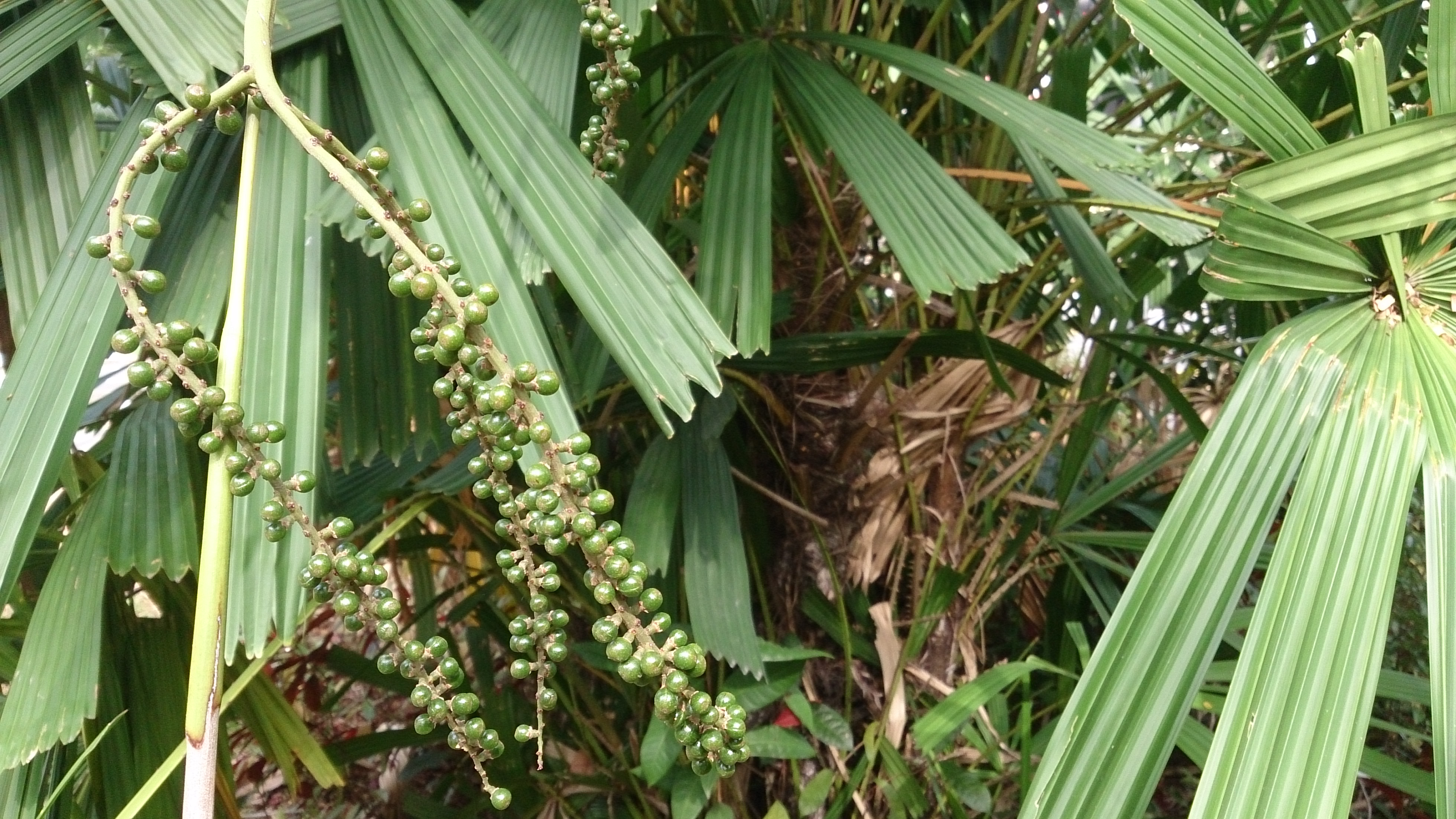